# トマス・ジョーゼフ・オブライエン
トマス・ジョーゼフ・オブライエン（Thomas Joseph O'Brien、	1878年4月30日 - 1964年4月14日）は、イリノイ州選出のアメリカ合衆国下院議員。民主党所属。
シカゴにて出生。高校にて商業法と会計の上級課程を履修。イリノイ州下院議員（任1907年 - 1910年、1929年 - 1932年）を務め、その間に州立銀行検査官（任1913年 - 1924年）として勤務。
1932年、アメリカ合衆国下院議員選挙に民主党候補としてイリノイ州第6選挙区から出馬し、当選。第73議会から第75議会まで3期（1933年3月4日 - 1939年1月3日）務める。一旦政界を引退し、イリノイ州クック郡の保安官（任1939年 - 1942年）となるが、1942年の下院議員選挙に再び立候補して政界復帰を果たす。第78議会から第88議会まで11期（1943年1月3日 - 1964年4月14日）務めるが、在職中に死去。
イリノイ州ヒルサイドのクイーン・オヴ・ヘヴン墓地 (Queen of Heaven Cemetery) に葬られた。
ミシガン湖近郊のカリュメット川に建設されたT・J・オブライエン水門及びダム (T.J. O’Brien Lock and Dam) は、彼に因んで命名された。